# Nederlandse Rugby Bond
Nederlandse Rugby Bond (NRB) – ogólnokrajowy związek sportowy, działający na terenie Holandii, posiadający osobowość prawną, będący jedynym prawnym reprezentantem holenderskiego rugby 15-osobowego i 7-osobowego, zarówno wśród mężczyzn, jak i kobiet we wszystkich kategoriach wiekowych w kraju i za granicą.
Odpowiedzialny jest za prowadzenie holenderskich drużyn narodowych, a także za szkolenie zawodników oraz organizowanie krajowych rozgrywek ligowych.
Pierwszy związek powstał 7 września 1920 roku z inicjatywy klubów z Hagi, przetrwał jednak tylko do roku 1923, ponownie został zaś utworzony 1 października 1932 roku. Pierwsze rozgrywki ligowe pod jego egidą zostały zorganizowane w sezonie 1935/36.
W 1934 roku został członkiem założycielem FIRA, członkostwo w IRB otrzymał zaś w 1988 roku. Jest też uznawany przez Holenderski Komitet Olimpijski oraz ministerstwo sportu.